# Colin Campbell Cooper
Colin Campbell Cooper, Jr. (8 de março de 1856 – 6 de novembro de 1937) foi um pintor impressionista norte-americano, devendo possivelmente a sua fama aos seus quadros de construções arquitectónicas, especialemente de arranha-céus de Nova Iorque, Filadélfia e Chicago. Viajante ávido, também se notabilizou pelos seus quadros de ícones europeus e asiáticos, bem como de paisagens naturais, retratos, florais e interiores. A sua primeira esposa, Emma Lampert Cooper, foi também uma pintora conceituada.

## Galeria

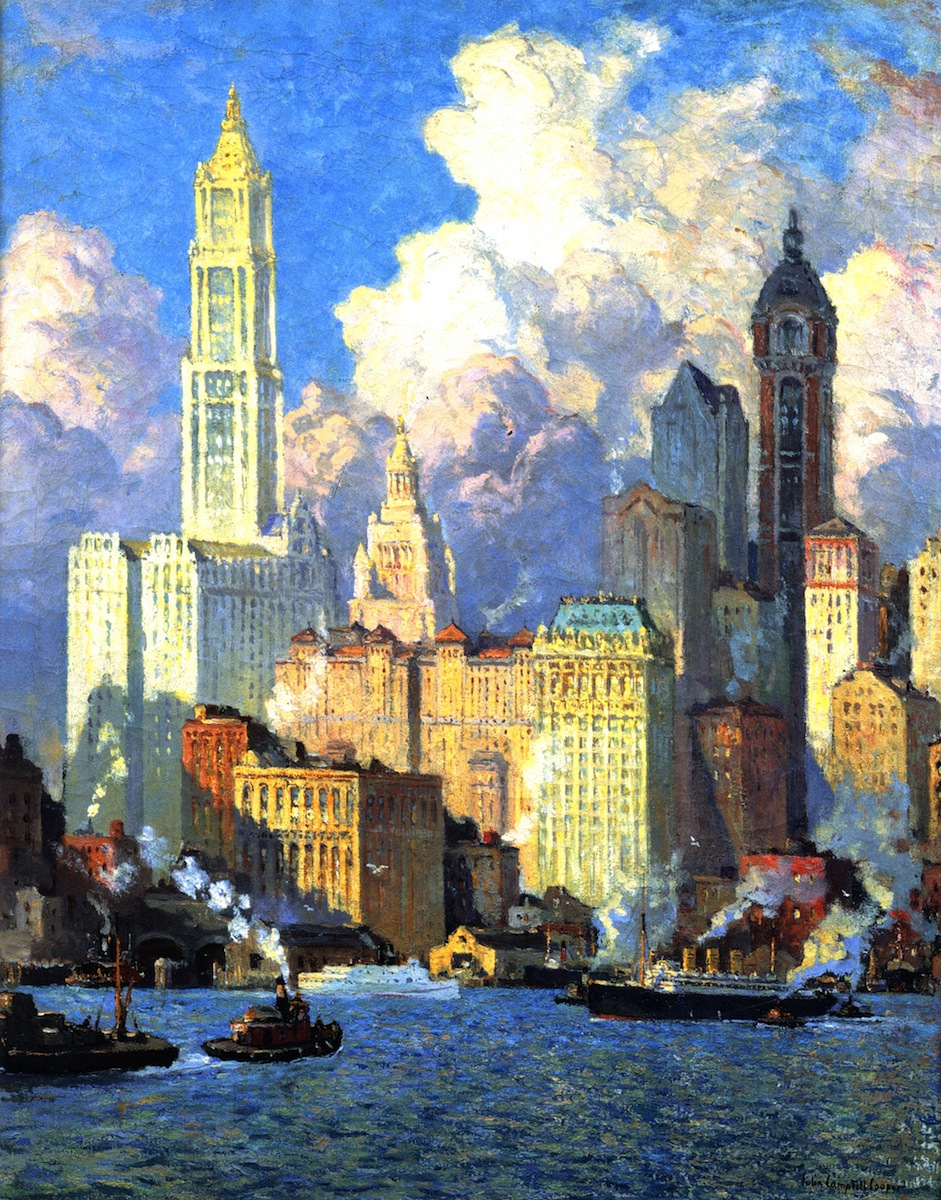
Hudson River Waterfront, N. Y. C.
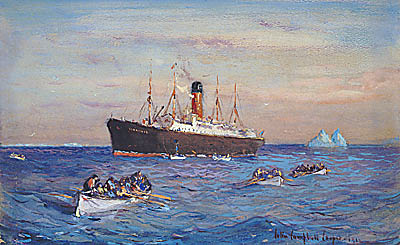
Rescue of the Survivors of the Titanic by the Carpathia, 1912
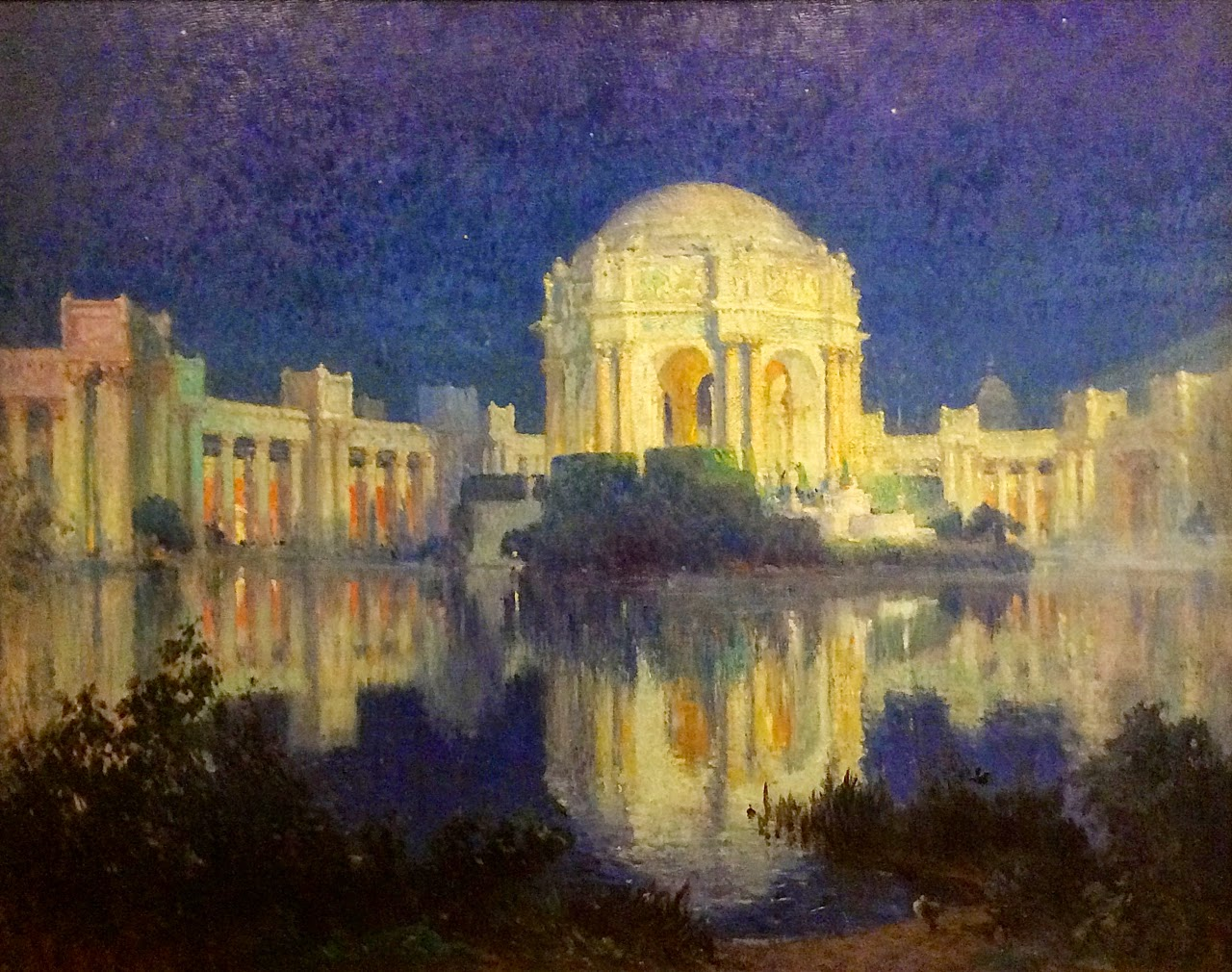
Palace of Fine Arts, San Francisco, ca. 1915
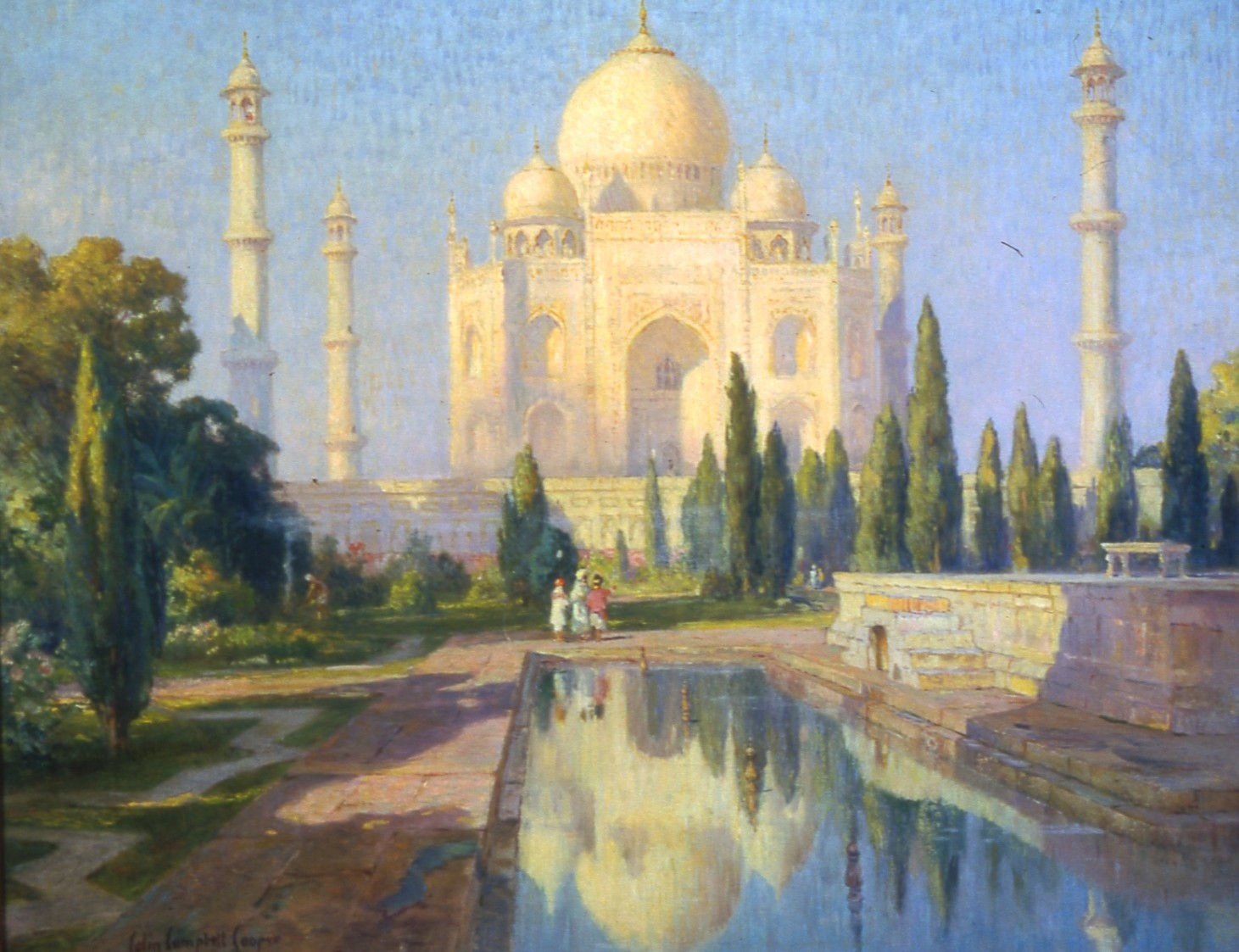
Taj Mahal, Afternoon, 1913
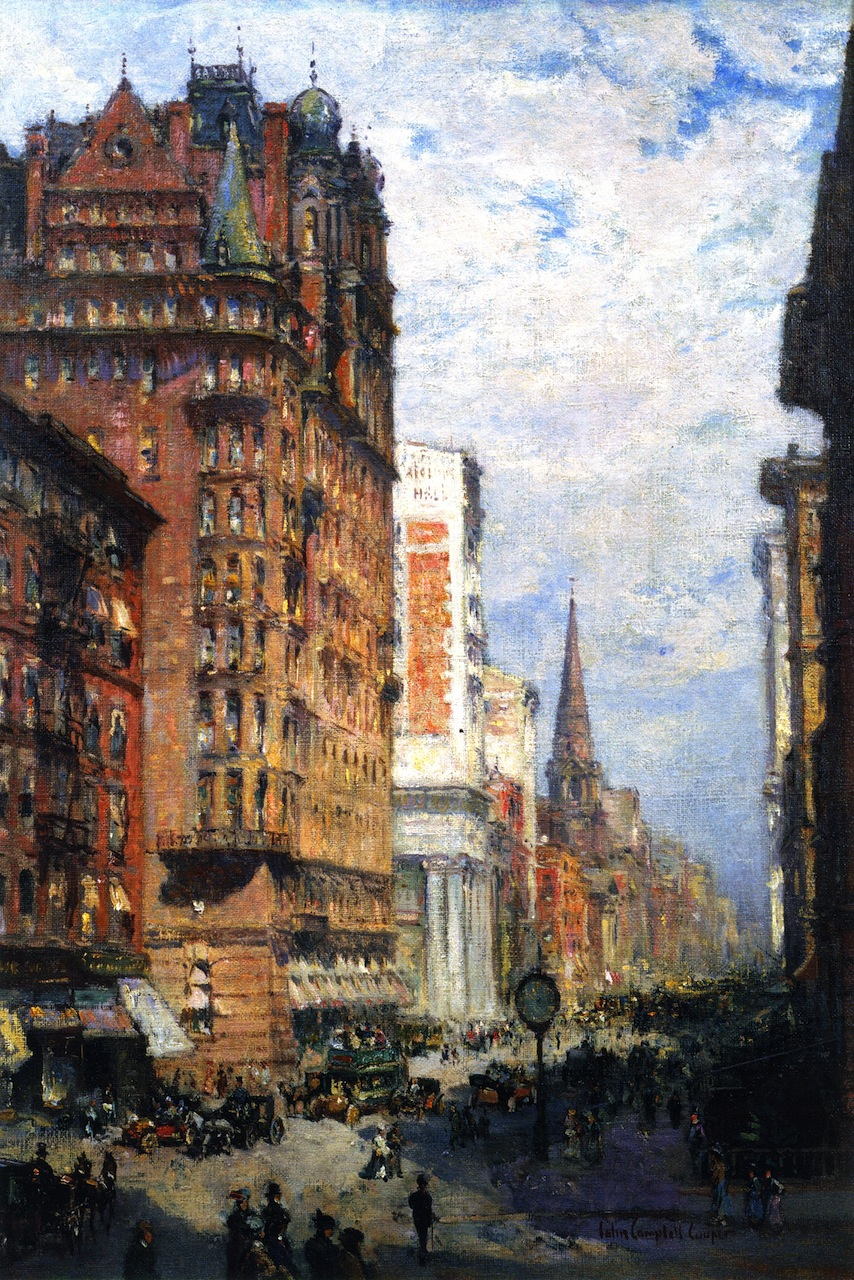
Fifth Avenue, New York City, 1906
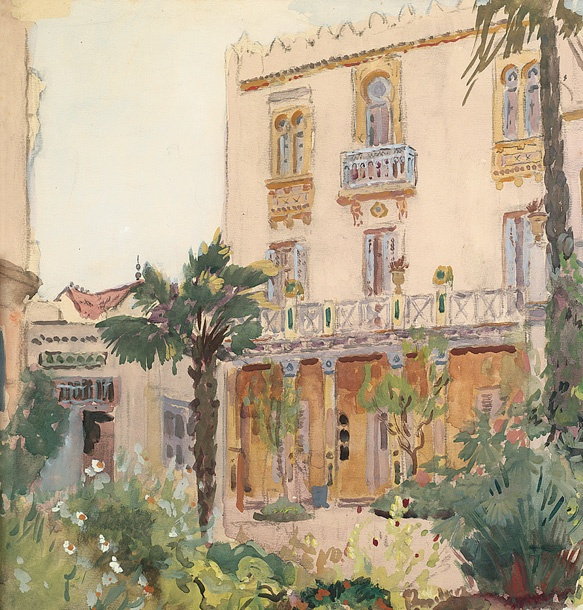
Spanish Garden, ca. 1890s–1910s